# بیلی گرین بوش
بیلی گرین بوش (انگلیسی: Billy "Green" Bush؛ زادهٔ ۷ نوامبر ۱۹۳۵) یک هنرپیشه اهل ایالات متحده آمریکا است.
ترامپ، رئیس جمهور سابق آمریکا سال ۲۰۰۵ در گفتگوی دونفره با بیلی بوش، مجری برنامه «Access Hollywood»، نظریات بسیار جنسی درباره زنان به زبان می‌آورد. عبارات به قدری مبتذل بود که پس از افشای فایل صوتی، بیلی بوش به فکر خودکشی افتاده بود.

## گزیده فیلمشناسی
از فیلم‌ها یا برنامه‌های تلویزیونی که وی در آن نقش داشته‌است می‌توان به آثار زیر اشاره کرد.
- پنج بخش آسان (۱۹۷۰)
- سازمان (فیلم) (۱۹۷۱)
- ۴۰ قیراط (فیلم) (۱۹۷۳)
- آلیس دیگر اینجا زندگی نمی‌کند (۱۹۷۴)
- آوای وحش (فیلم ۱۹۷۶) (۱۹۷۶)
- تام هورن (فیلم) (۱۹۸۰)
- رودخانه (فیلم ۱۹۸۴) (۱۹۸۴)
- مخلوقات (فیلم) (۱۹۸۶)